# Adam Ludwik Czartoryski
Adam Ludwik Czartoryski, principe di Czartoryski (Parigi, 5 novembre 1872 – Varsavia, 26 giugno 1937), è stato un nobile polacco.

## Biografia

### Infanzia
Era il figlio di Władysław Czartoryski, e della sua seconda moglie, Margherita d'Orléans. Attraverso suo padre era il nipote del leader polacco Adam Jerzy Czartoryski, mentre, da parte di sua madre, era il nipote di Luigi Filippo di Francia.
Adam Ludwik è anche il fratellastro del beato August Czartoryski, sacerdote salesiano.

### Educazione
Studiò presso l'Università Jagellonica e l'Università di Friburgo. Era un umanista, un esperto e un amante dell'arte, conosceva molte lingue. Era un uomo profondamente credente e praticante. Ha promosso e applicato i principi della vita cristiana nella sua vita.

### Collezionista d'arte
Nel 1894, il principe Adam succedette al padre come capo della famiglia Czartoryski. Tre anni dopo, la fortuna del principe era stimata in 4,5 milioni di corone austriache, che non includevano le collezioni familiari.
Nel 1899, la zia Izabela Dzalynska lasciò in eredità ai suoi nipoti Adam e Witold la tenuta di Gołuchów. Ma quando Witold morì nel 1911, Adam ereditò l'intero patrimonio familiare. Immensamente ricco, il principe fece varie acquisizioni di opere d'arte che gradualmente completarono le collezioni del Museo Czartoryski. Fu presidente della Biblioteca polacca di Parigi, presidente dell'Associazione del comitato letterario ed artistico e presidente del Plebiscito in Warmia e Masuria. Ha aiutato finanziariamente molte persone e istituzioni.

### Matrimonio
Sposò, il 31 agosto 1901 a Varsavia, la contessa Maria Ludwika Krasińska (1883-1958), figlia di Ludwik Józef Krasiński.

### Prima guerra mondiale
Nel 1914 Adam prestò servizio nell'esercito austriaco e sua moglie rilevò il Museo Czartoryski. Durante la prima guerra mondiale, grazie ai legami familiari con il re di Sassonia, inviò gli oggetti più preziosi a Dresda.

### Dopoguerra
Dopo la guerra, ci fu qualche difficoltà nel recuperare gli oggetti a causa della preoccupazione per i disordini in Polonia, ma due anni di negoziati, insieme al Trattato di Riga del 1919, che prevedeva il ritorno degli oggetti rubati, contribuì a ricostruire la collezione, un processo che continuò per i successivi anni.

### Morte
Morì il 26 giugno 1937 a Varsavia per un'infezione polmonare. Fu sepolto nella tomba di famiglia a Sieniawa.

## Discendenza
Adam Ludwik  e Maria Ludwika Krasińska ebbero otto figli:
- Małgorzata Izabella (17 agosto 1902-8 marzo 1929), sposò Gabriele di Borbone-Due Sicilie
- Izabella (nata e morta nel 1904);
- Elżbieta Bianka (1 settembre 1905-18 settembre 1989), sposò Stefan Adam Zamoyski
- Augustyn Józef Czartoryski (20 ottobre 1907-1 luglio 1946);
- Anna Maria Jolanta (6 gennaio 1914-26 novembre 1987), sposò Władysław Alojzy Radziwiłł;
- Władysław Piotr (30 agosto 1918-19 aprile 1978), sposò Elizabeth York;
- Teresa Maria (1 luglio 1923-5 novembre 1967), sposò Jan Kowalski;
- Ludwik Adam (14 dicembre 1927-24 settembre 1944).

## Ascendenza
|                                        |                              |                                           | Genitori                                            |  |  | Nonni |  |  | Bisnonni                      |  |  | Trisnonni                         |  |
|                                        |                              |                                           |                                                     |  |  |       |  |  | 8. Adam Kazimierz Czartoryski |  |  | 16. August Aleksander Czartoryski |  |
|                                        |                              |                                           |                                                     |  |  |       |  |  | 8. Adam Kazimierz Czartoryski |  |  | 16. August Aleksander Czartoryski |  |
|                                        |                              | 17. Maria Zofia Sieniawska                |                                                     |  |  |       |  |  | 8. Adam Kazimierz Czartoryski |  |  |                                   |  |
| 4. Adam Jerzy Czartoryski              |                              |                                           |                                                     |  |  |       |  |  | 8. Adam Kazimierz Czartoryski |  |  |                                   |  |
|                                        |                              | 9. Izabela Fleming                        | 18. Jerzy Detloff Fleming                           |  |  |       |  |  |                               |  |  |                                   |  |
|                                        |                              | 9. Izabela Fleming                        | 18. Jerzy Detloff Fleming                           |  |  |       |  |  |                               |  |  |                                   |  |
|                                        |                              | 9. Izabela Fleming                        | 19. Antonina Czartoryska                            |  |  |       |  |  |                               |  |  |                                   |  |
| 2. Władysław Czartoryski               |                              | 9. Izabela Fleming                        |                                                     |  |  |       |  |  |                               |  |  |                                   |  |
|                                        |                              | 10. Aleksander Antoni Sapieha             | 20. Józef Sapieha                                   |  |  |       |  |  |                               |  |  |                                   |  |
|                                        |                              | 10. Aleksander Antoni Sapieha             | 20. Józef Sapieha                                   |  |  |       |  |  |                               |  |  |                                   |  |
|                                        |                              | 10. Aleksander Antoni Sapieha             | 21. Teofila Strzeżysława z Jabłonowskich Sapieżyna  |  |  |       |  |  |                               |  |  |                                   |  |
| 5. Anna Zofia Sapieha                  |                              | 10. Aleksander Antoni Sapieha             |                                                     |  |  |       |  |  |                               |  |  |                                   |  |
|                                        |                              | 11. Anna Jadwiga Sapieżyna                | 22. Andrzej Hieronim Zamoyski                       |  |  |       |  |  |                               |  |  |                                   |  |
|                                        |                              | 11. Anna Jadwiga Sapieżyna                | 22. Andrzej Hieronim Zamoyski                       |  |  |       |  |  |                               |  |  |                                   |  |
|                                        |                              | 11. Anna Jadwiga Sapieżyna                | 23. Konstancja Zamoyska                             |  |  |       |  |  |                               |  |  |                                   |  |
| 1. Adam Ludwik Czartoryski             |                              | 11. Anna Jadwiga Sapieżyna                |                                                     |  |  |       |  |  |                               |  |  |                                   |  |
|                                        | 12. Luigi Filippo di Francia | 24. Luigi Filippo II di Borbone-Orléans   |                                                     |  |  |       |  |  |                               |  |  |                                   |  |
|                                        | 12. Luigi Filippo di Francia | 24. Luigi Filippo II di Borbone-Orléans   |                                                     |  |  |       |  |  |                               |  |  |                                   |  |
|                                        | 12. Luigi Filippo di Francia | 25. Luisa Maria Adelaide di Borbone       |                                                     |  |  |       |  |  |                               |  |  |                                   |  |
| 6. Luigi d'Orléans                     | 12. Luigi Filippo di Francia |                                           |                                                     |  |  |       |  |  |                               |  |  |                                   |  |
|                                        |                              | 13. Maria Amalia di Borbone-Due Sicilie   | 26. Ferdinando I delle Due Sicilie                  |  |  |       |  |  |                               |  |  |                                   |  |
|                                        |                              | 13. Maria Amalia di Borbone-Due Sicilie   | 26. Ferdinando I delle Due Sicilie                  |  |  |       |  |  |                               |  |  |                                   |  |
|                                        |                              | 13. Maria Amalia di Borbone-Due Sicilie   | 27. Maria Carolina d'Asburgo-Lorena                 |  |  |       |  |  |                               |  |  |                                   |  |
| 3. Margherita d'Orléans                |                              | 13. Maria Amalia di Borbone-Due Sicilie   |                                                     |  |  |       |  |  |                               |  |  |                                   |  |
|                                        |                              | 14. Ferdinando di Sassonia-Coburgo-Koháry | 28. Francesco Federico di Sassonia-Coburgo-Saalfeld |  |  |       |  |  |                               |  |  |                                   |  |
|                                        |                              | 14. Ferdinando di Sassonia-Coburgo-Koháry | 28. Francesco Federico di Sassonia-Coburgo-Saalfeld |  |  |       |  |  |                               |  |  |                                   |  |
|                                        |                              | 14. Ferdinando di Sassonia-Coburgo-Koháry | 29. Augusta di Reuss-Ebersdorf                      |  |  |       |  |  |                               |  |  |                                   |  |
| 7. Vittoria di Sassonia-Coburgo-Koháry |                              | 14. Ferdinando di Sassonia-Coburgo-Koháry |                                                     |  |  |       |  |  |                               |  |  |                                   |  |
|                                        |                              | 15. Maria Antonia di Koháry               | 30. Ferenc József di Koháry                         |  |  |       |  |  |                               |  |  |                                   |  |
|                                        |                              | 15. Maria Antonia di Koháry               | 30. Ferenc József di Koháry                         |  |  |       |  |  |                               |  |  |                                   |  |
|                                        |                              | 15. Maria Antonia di Koháry               | 31. Maria Antonia von Waldstein zu Wartenberg       |  |  |       |  |  |                               |  |  |                                   |  |
|                                        |                              | 15. Maria Antonia di Koháry               |                                                     |  |  |       |  |  |                               |  |  |                                   |  |